# Discestra odontites
Discestra odontites là một loài bướm đêm trong họ Noctuidae.